# Der Stern von Valencia
Der Stern von Valencia ist ein deutsches Spielfilmdrama aus dem Mädchenhändler-Milieu des Kriminalfilm-Spezialisten Alfred Zeisler mit Liane Haid und Paul Westermeier in der Hauptrollen.

## Handlung
An einem Hafen in Spanien. Bei dem „Stern von Valencia“ handelt es sich um ein elegantes Passagierschiff. Als es von der Besatzung des Polizeiboots „Leone“ kontrolliert wird, geschieht ein folgenreicher Zwischenfall. Polizeisergeant Savedra gibt dem Matrosen Beppo eine Ohrfeige, weil ihn dieser durch sein Geschwätz mit seiner Frau Marion auseinandergebracht haben soll. Als die Wasserpolizisten in den Hafen zurückkehren und die Mannschaft an Land gehen darf, um sich in den einschlägigen Lokalen zu vergnügen, muss Savedra zur Strafe an Bord bleiben und Wache halten. Aus der Ferne erblickt der Polizist die Leuchtreklame des Hafenvarietés „Paradies“. Hier ist seine Frau Marion die große Attraktion. Savedra kümmert sich nicht weiter um die erhebliche Strafe, die ihm wegen Befehlsmissachtung drohen könnte, verlässt die „Leone“ und stattet Marion in ihrer Garderobe einen Besuch ab. Marion ist froh, ihren Mann wieder zu sehen, hat aber auch große Sorgen, wie Savedra hören muss.
Er erfährt von ihr, dass sie hohe Schulden bei dem Wirt des „Paradies“, eines gewissen Patesco, machen musste und daher gezwungen ist, weiterhin an diesem Ort zu arbeiten. Savedras Versuch, sich bei seinem Freund José diejenige Geldsumme zu leihen, mit der er seine Gattin loslösen könnte, scheitert, da José bestohlen wird. Savedra erfährt, dass auf dem „Stern von Valencia“ ein Monteur benötigt wird. Da er nicht, ohne eine sehr harte Disziplinarstrafe befürchten zu müssen, auf die „Leone“ zurückkehren kann, bewirbt er sich um diesen Posten und wird sofort eingestellt. Von Beppo erfährt er, dass es bald ein Bordfest geben wird. Doch damit soll nur kaschiert werden, dass die Tänzerinnen des „Paradies“-Varietés entführt und verschleppt werden sollen. Savedra will eingreifen, doch zu früh wird er als der Polizist der Wasserpolizei enttarnt. Savedra muss zu seinem eigenen Schutz fliehen und sucht augenblicklich das „Paradies“ auf, um seine Frau auszulösen. Das nötige Geld für den Freikauf hat er sich als Monteur erarbeitet. In Marions Gesellschaft trifft Savedra seinen Vorgesetzten Kapitän Mendozza und Polizeileutnant Diaz an. Beide Kollegen versprechen Savedra, dessen Frau zu schützen.
Mendozza befiehlt dem besorgten Ehemann, augenblicklich auf die „Leone“ zurückzukehren, um dort seine Strafe für die begangene Befehlsmissachtung abzuwarten. Savedras Bericht lässt dessen Vorgesetzten Mendozza nachdenken. Er lädt Patesco zur Vernehmung vor, als plötzlich Kapitän Rustan von der „Stern von Valencia“ hineinplatzt. In ihm erkennt Mendozza einen seit langem auf der Fahndungsliste stehenden Verbrecher, der jedoch eine Waffe zückt und den Polizeichef niederschießt. Patesco, der zu den Mädchenhändlern gehört, will Marion für seine Ziele verwenden. Er behauptet, Savedra sei es gewesen, der Mendozza aus Eifersucht erschossen habe. Marion ist entsetzt, will ihren Gatten schützen und nimmt die Schuld auf sich. Nun muss sie fliehen, wenn sie nicht verhaftet werden will und zeigt sich bereit, mit all den anderen Mädels des „Paradies“ an Bord des „Stern von Valencia“ zu gehen. Gleich nach der Ankunft der jungen Damen wird der Anker gelichtet und versucht, so schnell wie möglich in internationale Gewässer zu kommen. Doch Savedra ist schneller. Mit dem Polizeiboot nimmt er die Verfolgung auf und kann alle Mitglieder der Mädchenhändlerbande festnehmen.

## Produktionsnotizen
Der Stern von Valencia entstand zwischen Anfang Februar und April 1933 in den UFA-Ateliers in Neubabelsberg sowie in Valencia und Palma de Mallorca (beides Spanien).
Otto Hunte entwarf die Filmbauten, Hans-Otto Borgmann übernahm die musikalische Leitung.
Die Uraufführung erfolgte am 5. Juli 1933 im Berliner Ufa-Palast am Zoo.
Der Film besitzt aus einem Grund eine gewisse filmhistorische Bedeutung: In einer weiteren Hauptrolle ist der einstige Stummfilmstar Ossi Oswalda zu sehen, der hier 1933 seinen letzten Leinwandauftritt absolvierte. Anschließend emigrierte die Künstlerin infolge der neuen politischen Umstände in Deutschland in die Tschechoslowakei.

## Französische Version
Serge de Poligny drehte gleichzeitig eine französische Version des Films unter dem Titel L’Etoile de Valencia. Sie lief im Juni 1933 als Erstaufführung in Paris an und gilt derzeit als verschollen. Die französischen Dialoge stammen von Jean Galtier-Boissière. Der technische Stab war identisch. Die Darsteller waren alle französisch mit Ausnahme von Brigitte Helm, die die Rolle von Liane Haid übernahm. Jean Gabin, der zu dieser Zeit oftmals in französischen Fassungen deutscher UFA-Filme zu sehen war, spielte die Rolle von Paul Westermeier.

## Musik
Folgende Musiktitel wurden gespielt:
- Ein Lächeln von dir hat viele betört
- Man soll den Frauen nie zu tief in ihre schönen Augen schauen

Die beiden Titel erschienen im Ufaton-Musikverlag.

## Kritik
In der Österreichischen Film-Zeitung hieß es: „… ein geschickt gemachter UFA-Film, der die Elemente des Abenteuerfilms mit denen des Mädchenhändlerfilms erfolgreich kombiniert. (…) Die Wahl des Milieus hat sich als sehr geglückt erwiesen. (…) Alfred Zeisler hat den Film mit spannender Atmosphäre erfüllt“.